# Бајичени (Јаши)
Бајичени (рум. Băiceni) насеље је у Румунији у округу Јаши у општини Тодирешти. Oпштина се налази на надморској висини од 227 m.

## Становништво
Према подацима из 2002. године у насељу је живело 425 становника, од којих су сви румунске националности.